# 8:e divisionen (Tyskland)
8:e divisionen (tyska: 8. Division) var en tysk division som existerade mellan 1818 och 1919.

## Organisation vid första världskrigets utbrott
Förläggningsort inom parentes.
- 15:e Infanteribrigaden (Halle an der Saale)
  - 36:e Fysiljärregementet (Magdeburgska) "Generalfältmarskalk greve Blumenthal" (Halle an der Saale och Bernburg)
  - 93:e Infanteriregementet (Anhaltska) (Dessau och Zerbst)

- 16:e Infanteribrigaden (Torgau)
  - 72:a Infanteriregementet (4:e Thüringiska) (Torgau, Eilenburg och Bernburg)
  - 153:e Infanteriregementet (8:e Thüringiska)  (Altenburg och Merseburg)

- 8:e Kavalleribrigaden (Halle an der Saale)
  - 7:e Kyrasiärregementet (Magdeburgska) "von Seydiltz" (Halberstadt och Quedlinburg)
  - 12:e Husarregementet (Thüringiska)  (Torgau)

- 8:e Fälatartilleribrigaden (Halle an der Saale)
  - 74:e Fältartilleriregementet (Torgauska) (Torgau och Wittenberg)
  - 75:e Fältartilleriregementet (Mansfeldska) (Halle an der Saale)

- Lantvärnsinspektionen i Halle an der Saale (Halle an der Saale)

## Befälhavare
| Grad                   | Name                                 | Tidsperiod                                    |
| ---------------------- | ------------------------------------ | --------------------------------------------- |
| Generallöjtnant        | Ernst Ludwig von Tippelskirch        | 30 oktober 1825 - 29 januari 1827             |
| Generallöjtnant        | August von Horn                      | 6 maj 1862 - 20 juli 1866                     |
| Generallöjtnant        | Alexander von Schoeler               | 21 juli 1866 - 22 maj 1871                    |
| Generallöjtnant        | Hans von Schachtmeyer                | 23 maj 1871 - 24 maj 1875                     |
| Generallöjtnant        | Louis Levin von Rothmaler            | 25 maj 1875 - 4 augusti 1880                  |
| Generallöjtnant        | Georg av Schwarzburg-Rudolstadt      | 5 augusti - 24 september 1880 (tillförordnad) |
| Generallöjtnant        | Georg Karl von Brandenstein          | 25 september 1880 - 15 november 1882          |
| Generallöjtnant        | Wilhelm von Grolmann                 | 16 november 1882 - 16 april 1888              |
| Generallöjtnant        | Maximilian von Versen                | 17 april 1888 - 5 april 1889                  |
| Generallöjtnant        | Wilhelm von Blume                    | 6 april 1889 - 28 augusti 1891                |
| Generallöjtnant        | Hugo von Oidtmann                    | 29 augusti 1891 - 17 april 1895               |
| Generallöjtnant        | Viktor von Mikusch-Buchberg          | 18 april 1895 - 4 april 1898                  |
| Generallöjtnant        | Julius von Gemmingen-Steinegg        | 5 april 1898 - 24 mars 1899                   |
| Generallöjtnant        | Cécil von Renthe-Fink                | 25 mars 1899 - 17 maj 1901                    |
| Generallöjtnant        | Maximilian von Prittwitz und Gaffron | 18 maj 1901 - 23 april 1906                   |
| Generallöjtnant        | Albert Busso von Werder              | 22 mars 1910 - 18 november 1912               |
| Generallöjtnant        | Georg Karl August Hildebrandt        | 19 november 1912 - 19 mars 1915               |
| General av Infanteriet | Ernst II av Sachsen-Altenburg        | 20 mars - 30 maj 1915                         |
| Generalmajor           | Thilo von Hanstein                   | 1 juni 1915 - 3 april 1916                    |
| General av Infanteriet | Ernst II av Sachsen-Altenburg        | 4 april - 30 augusti 1916                     |
| Generallöjtnant        | Arthur Hamann                        | 31 augusti 1916 - 31 mars 1919                |

### Fotnoter
1. 1 2 3 4 5 6 7 8 9 10 11 12 13 14 15 16 17 18 19 20 21   Dermot Bradley (Hrsg.), Günter Wegner: Stellenbesetzung der Deutschen Heere 1815-1939 Band 1: Die Höheren Kommandostellen 1815-1939, Biblio Verlag, Osnabrück 1990, ISBN 3-7648-1780-1, S.100-101